# Seren Tanaka
Pour les articles homonymes, voir Tanaka.
Seren Tanaka (田中 世蓮, Tanaka Seren) né le 9 novembre 1992 dans la préfecture de Shimane, est un joueur de hockey sur gazon japonais. Il évolue au poste de milieu de terrain au Gifu Asahi Club et avec l'équipe nationale japonaise.
Il a participé aux Jeux asiatiques en 2018 et aux Jeux olympiques d'été en 2020.

## Palmarès

### Jeux asiatiques
- : 2018

### Champions Trophy d'Asie
- : 2021